# IHF Super Globe 2014
IHF Super Globe 2014 – 8. edycja rozgrywek IHF Super Globe w piłce ręcznej mężczyzn. W rozgrywkach wzięło udział 8 drużyn z 5 konfederacji IHF. Od 2010 turniej przeprowadzany jest w stolicy Kataru, Dosze.

## Drużyny uczestniczące
| Zespół                 | Udział w rozgrywkach                                                | Konfederacja                           |
| ---------------------- | ------------------------------------------------------------------- | -------------------------------------- |
| Al-Sadd                | Gospodarz turnieju                                                  | Azjatycka Federacja Piłki Ręcznej      |
| FC Barcelona           | Obrońca tytułu                                                      | Europejska Federacja Piłki Ręcznej     |
| SG Flensburg-Handewitt | Zwycięzca EHF Ligi Mistrzów – sezon 2013/2014                       | Europejska Federacja Piłki Ręcznej     |
| Espérance Tunis        | Zwycięzca Afrykańskiej Ligi Mistrzów – sezon 2014                   | Afrykańska Federacja Piłki Ręcznej     |
| HC Taubaté             | Zwycięzca Mistrzostw Panamerykańskich w piłce ręcznej – sezon 2014  | Panamerykańska Federacja Piłki Ręcznej |
| El Jaish               | Zwycięzca Azjatyckiej Klubowej Ligi Mistrzów – sezon 2013           | Azjatycka Federacja Piłki Ręcznej      |
| Sydney University      | Zwycięzca Klubowych Mistrzostw Oceanii w piłce ręcznej – sezon 2014 | Federacja Piłki Ręcznej Oceanii        |
| Al-Ahly Kair           | „Dzika karta”                                                       | Afrykańska Federacja Piłki Ręcznej     |

## Sędziowie
IHF z QHA zdecydowała o wyborze par sędziowskich, które poprowadziły wszystkie mecze turnieju. Zostali wybrani:
- Mohamed Samir Rashed, Tamer Elsayed  Egipt
- Matija Gubica, Boris Milosević  Chorwacja
- Lee Seok, Koo Bon-ok  Korea Południowa
- Jasmin Bertil Kliko, Bengt Michael Johansson  Szwecja
- Ǵorgi Naczewski, Sławe Nikołow  Macedonia Północna

## System rozgrywek
Drużyny zostały podzielone na dwa cztery koszyki:
- drużyny europejskie
- drużyny: azjatycka i afrykańska
- gospodarz i drużyna panamerykańska
- posiadacz „dzikiej karty” i reprezentant Oceanii

| Koszyk 1               |
| ---------------------- |
| FC Barcelona           |
| SG Flensburg-Handewitt |

| Koszyk 2        |
| --------------- |
| El Jaish        |
| Espérance Tunis |

| Koszyk 3   |
| ---------- |
| Al-Sadd    |
| HC Taubaté |

| Koszyk 4          |
| ----------------- |
| Al-Ahly Kair      |
| Sydney University |

W trakcie losowania przeprowadzonego w Dosze 19 czerwca 2014 zostały utworzone dwie grupy: A i B.
| Grupa A                |
| ---------------------- |
| SG Flensburg-Handewitt |
| El Jaish               |
| HC Taubaté             |
| Al-Ahly Kair           |

| Grupa B           |
| ----------------- |
| FC Barcelona      |
| Espérance Tunis   |
| Al-Sadd           |
| Sydney University |

Po dwie najlepsze drużyny z obydwu grup utworzą pary półfinałowe, zaś przegrani będą grać o miejsca 5–8.

## Przebieg rozgrywek

### Faza grupowa (preeliminacje)
gra o miejsca 1-4
     gra o miejsca 5-8

#### Grupa A
| Lp. | Drużyna                | M | Mecze | Mecze | Mecze | Bramki | Bramki | Bramki | Pkt |
| Lp. | Drużyna                | M | W     | R     | P     | +      | −      | +/−    | Pkt |
| --- | ---------------------- | - | ----- | ----- | ----- | ------ | ------ | ------ | --- |
| 1.  | SG Flensburg-Handewitt | 3 | 3     | 0     | 0     | 86     | 66     | +20    | 6   |
| 2.  | El Jaish               | 3 | 2     | 0     | 1     | 89     | 79     | +10    | 4   |
| 3.  | HC Taubaté             | 3 | 1     | 0     | 2     | 78     | 91     | −13    | 2   |
| 4.  | Al-Ahly Kair           | 3 | 0     | 0     | 3     | 69     | 86     | −17    | 0   |

Wyniki
| 7 września 2014 | SG Flensburg-Handewitt                                      | 28:22  | HC Taubaté        |                                                                     |
| 15:00           | Draško Nenadić 5 · Holger Glandorf 5 · Bogdan Radivojević 5 | (12:9) | 5 Damián Migueles | QHA Comples, Doha Widzów: 500 Sędzia: Matija Gubica Boris Milosević |
| 15:00           | 7× · 3×                                                     | (12:9) | 3× · 2×           | QHA Comples, Doha Widzów: 500 Sędzia: Matija Gubica Boris Milosević |

| 7 września 2014 | El Jaish         | 28:23   | Al-Ahly Kair         |                                                                           |
| 17:00           | Ahmed El-Ahmar 9 | (10:00) | 10 Pavan Lopez Jorge | QHA Comples, Doha Widzów: 2500 Sędzia: Mohamed Samir Rashed Tamer Elsayed |
| 17:00           | 5× · 3× · 2×     | (10:00) | 2× · 3×              | QHA Comples, Doha Widzów: 2500 Sędzia: Mohamed Samir Rashed Tamer Elsayed |

| 8 września 2014 | HC Taubaté                            | 27:37   | El Jaish         |                                                            |
| 16:00           | Henrique Teixeira 6 · André Ribeiro 6 | (14:15) | 9 Ahmed El-Ahmar | QHA Comples, Doha Widzów: 1000 Sędzia: Lee Seok Koo Bon-ok |
| 16:00           | 5× · 3×                               | (14:15) | 2× · 3×          | QHA Comples, Doha Widzów: 1000 Sędzia: Lee Seok Koo Bon-ok |

| 8 września 2014 | Al-Ahly Kair        | 20:29   | SG Flensburg-Handewitt           |                                                                                   |
| 20:00           | Pavan Lopez Jorge 8 | (13:13) | 5 Lukas Blohme · 5 Lars Kaufmann | QHA Comples, Doha Widzów: 900 Sędzia: Jasmin Bertil Kliko Bengt Michael Johansson |
| 20:00           | 4× · 3×             | (13:13) | 3× · 3×                          | QHA Comples, Doha Widzów: 900 Sędzia: Jasmin Bertil Kliko Bengt Michael Johansson |

| 9 września 2014 | SG Flensburg-Handewitt | 29:24   | El Jaish         |                                                                      |
| 16:00           | Anders Eggert 10       | (16:13) | 8 Žarko Marković | QHA Comples, Doha Widzów: 1500 Sędzia: Ǵorgi Naczewski Sławe Nikołow |
| 16:00           | 4× · 4×                | (16:13) | 4× · 4×          | QHA Comples, Doha Widzów: 1500 Sędzia: Ǵorgi Naczewski Sławe Nikołow |

| 9 września 2014 | HC Taubaté                         | 29:26   | Al-Ahly Kair        |                                                                     |
| 18:00           | Daniel Bonfim 6 · Cléber Andrade 6 | (16:12) | 6 Pavan Lopez Jorge | QHA Comples, Doha Widzów: 900 Sędzia: Matija Gubica Boris Milosević |
| 18:00           | 3× · 3×                            | (16:12) | 4× · 3×             | QHA Comples, Doha Widzów: 900 Sędzia: Matija Gubica Boris Milosević |

#### Grupa B
| Lp. | Drużyna           | M | Mecze | Mecze | Mecze | Bramki | Bramki | Bramki | Pkt |
| Lp. | Drużyna           | M | W     | R     | P     | +      | −      | +/−    | Pkt |
| --- | ----------------- | - | ----- | ----- | ----- | ------ | ------ | ------ | --- |
| 1.  | FC Barcelona      | 3 | 3     | 0     | 0     | 105    | 65     | +40    | 6   |
| 2.  | Al-Sadd           | 3 | 2     | 0     | 1     | 87     | 86     | +1     | 4   |
| 3.  | Espérance Tunis   | 3 | 1     | 0     | 2     | 81     | 87     | −6     | 2   |
| 4.  | Sydney University | 3 | 0     | 0     | 3     | 61     | 95     | −34    | 0   |

Wyniki
| 7 września 2014 | Espérance Tunis                             | 29:20  | Sydney University           |                                                           |
| 13:00           | Bassem Mrabet 6 · Mohamed Jabeur Yahiaoui 6 | (14:5) | 4 Diego Llorente Llamazares | QHA Comples, Doha Widzów: 300 Sędzia: Lee Seok Koo Bon-ok |
| 13:00           | 5× · 4×                                     | (14:5) | 6× · 3×                     | QHA Comples, Doha Widzów: 300 Sędzia: Lee Seok Koo Bon-ok |

| 7 września 2014 | FC Barcelona                                | 34:25   | Al-Sadd                         |                                                                     |
| 20:15           | Guðjón Valur Sigurðsson 6 · Kirił Łazarow 6 | (17:12) | 5 Amine Bannour · 5 Mario Tomić | QHA Comples, Doha Widzów: 600 Sędzia: Ǵorgi Naczewski Sławe Nikołow |
| 20:15           | 1× · 3×                                     | (17:12) | 3× · 3×                         | QHA Comples, Doha Widzów: 600 Sędzia: Ǵorgi Naczewski Sławe Nikołow |

| 8 września 2014 | Sydney University  | 18:34   | FC Barcelona                                                 |                                                                          |
| 14:00           | Renato Tupan Ruy 6 | (12:15) | 5 Guðjón Valur Sigurðsson · 5 Joan Saubich · 5 Kirił Łazarow | QHA Comples, Doha Widzów: 200 Sędzia: Mohamed Samir Rashed Tamer Elsayed |
| 14:00           | 5× · 3×            | (12:15) | 2× · 3×                                                      | QHA Comples, Doha Widzów: 200 Sędzia: Mohamed Samir Rashed Tamer Elsayed |

| 8 września 2014 | Al-Sadd          | 30:29   | Espérance Tunis |                                                                      |
| 18:00           | Amine Bannour 11 | (12:15) | 6 Aymen Hamed   | QHA Comples, Doha Widzów: 1500 Sędzia: Matija Gubica Boris Milosević |
| 18:00           | 7× · 3×          | (12:15) | 12× · 4×        | QHA Comples, Doha Widzów: 1500 Sędzia: Matija Gubica Boris Milosević |

| 9 września 2014 | FC Barcelona   | 37:23   | Espérance Tunis |                                                                                   |
| 14:00           | Víctor Tomás 8 | (20:10) | 6 Kamel Alouini | QHA Comples, Doha Widzów: 300 Sędzia: Jasmin Bertil Kliko Bengt Michael Johansson |
| 14:00           | 6× · 3× · 1×   | (20:10) | 7× · 3×         | QHA Comples, Doha Widzów: 300 Sędzia: Jasmin Bertil Kliko Bengt Michael Johansson |

| 9 września 2014 | Al-Sadd         | 32:23   | Sydney University        |                                                            |
| 20:00           | Amine Bannour 5 | (18:13) | 6 Jacob Bjørn Hessellund | QHA Comples, Doha Widzów: 2000 Sędzia: Lee Seok Koo Bon-ok |
| 20:00           | 3× · 3×         | (18:13) | 8× · 3× · 1×             | QHA Comples, Doha Widzów: 2000 Sędzia: Lee Seok Koo Bon-ok |

### Faza pucharowa
|  |                        |                        |              |                   |    |         |         |       |
|  | Półfinały              | Półfinały              | Półfinały    |                   |    | Finał   | Finał   | Finał |
|  | Półfinały              | Półfinały              | Półfinały    |                   |    | Finał   | Finał   | Finał |
|  | 11 września 18:00      |                        |              |                   |    |         |         |       |
|  |                        |                        |              |                   |    |         |         |       |
|  | Al-Sadd                | Al-Sadd                | 27           |                   |    |         |         |       |
|  | Al-Sadd                | Al-Sadd                | 27           | 12 września 20:00 |    |         |         |       |
|  | SG Flensburg-Handewitt | SG Flensburg-Handewitt | 26           |                   |    |         |         |       |
|  | SG Flensburg-Handewitt | SG Flensburg-Handewitt | 26           |                   |    | Al-Sadd | Al-Sadd | 26    |
|  | 11 września 20:15      |                        |              |                   |    | Al-Sadd | Al-Sadd | 26    |
|  |                        |                        | FC Barcelona | FC Barcelona      | 34 |         |         |       |
|  | FC Barcelona           | FC Barcelona           | FC Barcelona | FC Barcelona      | 34 | 39      |         |       |
|  | FC Barcelona           | FC Barcelona           |              |                   |    |         |         |       |
|  | El Jaish               | El Jaish               | 29           |                   |    |         |         |       |
|  | El Jaish               | El Jaish               | 29           | Mecz o 3. miejsce |    |         |         |       |
|  |                        |                        |              |                   |    |         |         |       |
|  | 12 września 17:30      |                        |              |                   |    |         |         |       |
|  |                        |                        |              |                   |    |         |         |       |
|  | SG Flensburg-Handewitt | SG Flensburg-Handewitt | 27           |                   |    |         |         |       |
|  | SG Flensburg-Handewitt | SG Flensburg-Handewitt | 27           |                   |    |         |         |       |
|  | El Jaish               | El Jaish               | 17           |                   |    |         |         |       |
|  | El Jaish               | El Jaish               | 17           |                   |    |         |         |       |

#### Mecze o miejsca 5-8
| 11 września 2014 | Al-Ahly Kair                                | 22:38   | Espérance Tunis    |                                                                     |
| 14:00            | Strahinja Stanković 5 · Pavan Lopez Jorge 5 | (10:16) | 9 Mohamed Ali Bhar | QHA Comples, Doha Widzów: 100 Sędzia: Ǵorgi Naczewski Sławe Nikołow |
| 14:00            | 5× · 3×                                     | (10:16) | 4× · 3×            | QHA Comples, Doha Widzów: 100 Sędzia: Ǵorgi Naczewski Sławe Nikołow |

| 11 września 2014 | HC Taubaté        | 23:15  | Sydney University            |                                                                                   |
| 16:00            | Damián Migueles 5 | (11:7) | 3 J. Stern Lennström Nyström | QHA Comples, Doha Widzów: 500 Sędzia: Jasmin Bertil Kliko Bengt Michael Johansson |
| 16:00            | 1× · 3×           | (11:7) | 5× · 3×                      | QHA Comples, Doha Widzów: 500 Sędzia: Jasmin Bertil Kliko Bengt Michael Johansson |

#### Półfinały
| 11 września 2014 | Al-Sadd       | 27:26   | SG Flensburg-Handewitt |                                                                           |
| 18:00            | Janko Kević 8 | (11:17) | 8 Lasse Svan Hansen    | QHA Comples, Doha Widzów: 2000 Sędzia: Mohamed Samir Rashed Tamer Elsayed |
| 18:00            | 2× · 2×       | (11:17) | 6× · 3×                | QHA Comples, Doha Widzów: 2000 Sędzia: Mohamed Samir Rashed Tamer Elsayed |

| 9 września 2014 | FC Barcelona              | 39:29   | El Jaish       |                                                                      |
| 18:00           | Guðjón Valur Sigurðsson 7 | (19:14) | 7 Mosbah Sanaï | QHA Comples, Doha Widzów: 2500 Sędzia: Matija Gubica Boris Milosević |
| 18:00           | 5× · 3×                   | (19:14) | 3× · 3×        | QHA Comples, Doha Widzów: 2500 Sędzia: Matija Gubica Boris Milosević |

#### Mecz o 7. miejsce
| 12 września 2014 | Al-Ahly Kair        | 25:24   | Sydney University  |                                                                          |
| 13:30            | Pavan Lopez Jorge 9 | (13:11) | 7 Alexandre Aubert | QHA Comples, Doha Widzów: 100 Sędzia: Mohamed Samir Rashed Tamer Elsayed |
| 13:30            | 2× · 2×             | (13:11) | 4× · 3×            | QHA Comples, Doha Widzów: 100 Sędzia: Mohamed Samir Rashed Tamer Elsayed |

#### Mecz o 5. miejsce
| 12 września 2014 | Espérance Tunis | 32:31   | HC Taubaté                   |                                                            |
| 15:30            | Kamel Alouini 9 | (18:16) | 9 André Miguel Valente Silva | QHA Comples, Doha Widzów: 1000 Sędzia: Lee Seok Koo Bon-ok |
| 15:30            | 4× · 3×         | (18:16) | 6× · 4×                      | QHA Comples, Doha Widzów: 1000 Sędzia: Lee Seok Koo Bon-ok |

#### Mecz o 3. miejsce
| 12 września 2014 | SG Flensburg-Handewitt                   | 27:17  | El Jaish          |                                                                                    |
| 18:00            | Johan Jakobsson 6 · Bogdan Radivojević 6 | (15:6) | 6 Heykel Megannem | QHA Comples, Doha Widzów: 2500 Sędzia: Jasmin Bertil Kliko Bengt Michael Johansson |
| 18:00            | 4× · 3×                                  | (15:6) | 3× · 2×           | QHA Comples, Doha Widzów: 2500 Sędzia: Jasmin Bertil Kliko Bengt Michael Johansson |

#### Finał
| 12 września 2014 | Al-Sadd         | 26:34   | FC Barcelona                                             |                                                                      |
| 18:00            | Amine Bannour 6 | (14:16) | 5 Víctor Tomás · 5 Eduardo Gurbindo · 5 Siarhiej Rutenka | QHA Comples, Doha Widzów: 3000 Sędzia: Ǵorgi Naczewski Sławe Nikołow |
| 18:00            | 2× · 4×         | (14:16) | 3× · 3×                                                  | QHA Comples, Doha Widzów: 3000 Sędzia: Ǵorgi Naczewski Sławe Nikołow |

## Klasyfikacja końcowa
| Miejsce | Drużyna                |
| ------- | ---------------------- |
| złoto   | FC Barcelona           |
| srebro  | Al-Sadd                |
| brąz    | SG Flensburg-Handewitt |
| 4.      | El Jaish               |
| 5.      | Espérance Tunis        |
| 6.      | HC Taubaté             |
| 7.      | Al-Ahly Kair           |
| 8.      | Sydney University      |

## Najlepsi strzelcy
| Pozycja | Zawodnik                | Zespół          | Liczba bramek |
| ------- | ----------------------- | --------------- | ------------- |
| 1.      | Pavan Lopez Jorge       | Al-Ahly Kair    | 38            |
| 2.      | Amine Bannour           | Al-Sadd         | 30            |
| 3.      | Ahmed El-Ahmar          | El Jaish        | 28            |
| 4.      | Žarko Marković          | El Jaish        | 27            |
| 5.      | Mohamed Ali Bhar        | Espérance Tunis | 26            |
| 6.      | Guðjón Valur Sigurðsson | FC Barcelona    | 24            |
| 7.      | Víctor Tomás            | FC Barcelona    | 23            |
| 8.      | Kirił Łazarow           | FC Barcelona    | 23            |
| 9.      | Heykel Megannem         | El Jaish        | 22            |
| 10.     | Mario Tomić             | Al-Sadd         | 21            |

Źródło: